# Indocalamus hirsutissimus
Indocalamus hirsutissimus är en gräsart som beskrevs av Zheng Ping Wang och P.X.Zhang. Indocalamus hirsutissimus ingår i släktet Indocalamus och familjen gräs. Inga underarter finns listade i Catalogue of Life.